# Dodge Neon SRT-4
El Dodge SRT-4 es una variante deportiva turbocargada del Dodge Neon producido entre el 2003 al 2005, se llama SRT por Street Racing Technology.

## Historia
El concepto original del Dodge SRT era un V6 de 3.5 L con 24 válvulas y rematado con un compresor de 45 pulgadas cúbicas Eaton, que produciría 215 HP (160 kilovatios) y 230 lb-pie (312 N·m) de Par. No obstante, el vehículo se introdujo al mercado con un motor de 2.4 L con 16 válvulas turbocargado, con tres opciones de modificación por el fabricante, el auto tenía disponibles 3 variantes de incremento de potencia de potencia por el fabricante al mayor donde al usar gasolina de alto octanaje  aumentaba su potencia de 240 HP (179 kilovatios) a 350 HP (261 kilovatios).
El Dodge Neon SRT-4 es un coche deportivo compacto fabricado por Dodge desde el año 2003 al 2005. Es una variante turbocargada del Neon, el coche fue desarrollado por DaimlerChrysler bajo la división PVO (Performance Vehicle Operations), que fue oficialmente renombrado como SRT (Street and Racing Technology) en el año 2004. El "4" en el logo SRT-4 hace referencia al número de cilindros del motor. Dodge neon SRT4 ACR (American Club Racing) y Dodge neon SRT4 Commemorative Edition fueron introducidos al mercado.
La producción de SRT-4 se introdujo en 2003. En ese momento, el coche fue el segundo vehículo más rápido de producción, sólo superado por el Viper. Construido en Belvidere, Illinois con 84 % de contenido de EE. UU., el tren de potencia SRT-4 (motor y transmisión), suspensión, sistema de frenos, escape, llantas, neumáticos, y una pequeña porción del interior se han actualizado desde el Neon modelo base. En el exterior, el SRT-4 también se ofrece una fascia delantera exclusiva y el capó, con una cucharada de la capilla funcional. El coche también contó con faldones laterales, una fascia trasera única, alerón trasero grande, y el modelo específico de llantas de 17x6 pulgadas.
En el interior, los asientos delanteros ofrecieron mayor apoyo lumbar y lateral para la conducción, el indicador de boost tiene el logotipo SRT, las ventanas delanteras están motorizadas, mientras que las ventanillas traseras son manuales.

## Performance

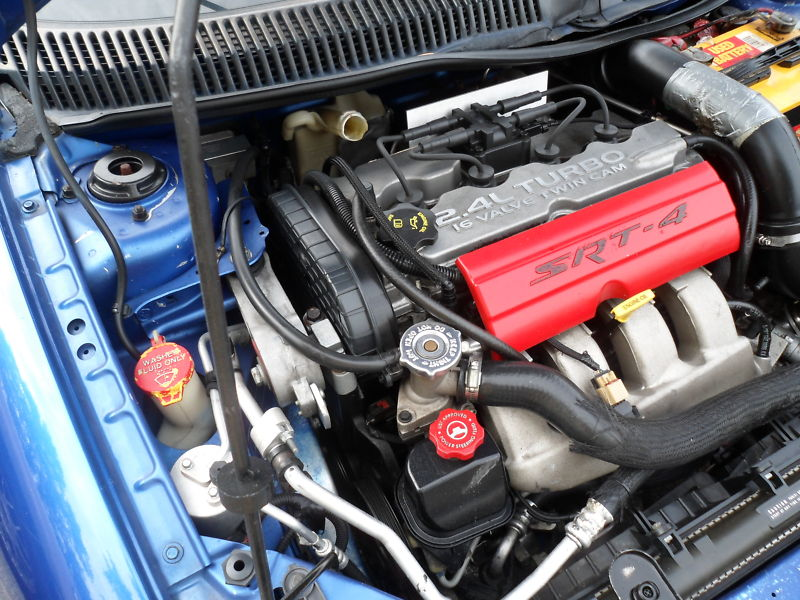
Motor 2.4L DOHC del Dodge Neon SRT-4

| Poder:                                       | SAE 215 HP (160 kilovatios) (2003 model) SAE 230 HP (172 kilovatios) (modelos 2004–2005) En el año 2004, el Dodge neon SRT-4 recibió un incremento de poder en su motor con inyectores más grandes y la computadora reprogramada. Cuando el Dodge Neon SRT4 fue lanzado al mercado la especificación del motor era 230 HP (172 kilovatios). Sin embargo, varias pruebas independientes al motor demostraron que el motor daba 285 HP (213 kilovatios). Esto es una clara muestra de que el motor daba mucho más poder de lo que el fabricante informaba. El poder de la volante está estimado en 255 HP (190 kilovatios)-265 HP (198 kilovatios) y 260-270 lb-pie de par (352-366 N·m) |
| Torque:                                      | 245 lb-pie (332 N·m) @ 3200-4200 rpm (modelo 2003) 250 lb-pie (339 N·m) @ 2400-4400 rpm (modelos 2004–2005) |
| Aceleración 0-100 km/h (62 millas por hora): | 5.6 segundos (modelo año 2003) 5.3 segundos (modelos años 2004-2005) (Car and Driver) |
| Revoluciones por minuto:                     | 6240 rpm (Car and Driver) |
| 1⁄4 milla (402 m) tiempo:                    | 14.1 segundos (2003) 13.9 segundos (2004, 2005) |
| 1⁄4 milla (402 m) velocidad:                 | 95 mph (153 kilómetros por hora) (2003) 100 mph (161 kilómetros por hora) (2004, 2005) |
| Velocidad máxima:                            | Varias revistas registraron una velocidad máxima de 178 mph (286 kilómetros por hora). |

## Carreras

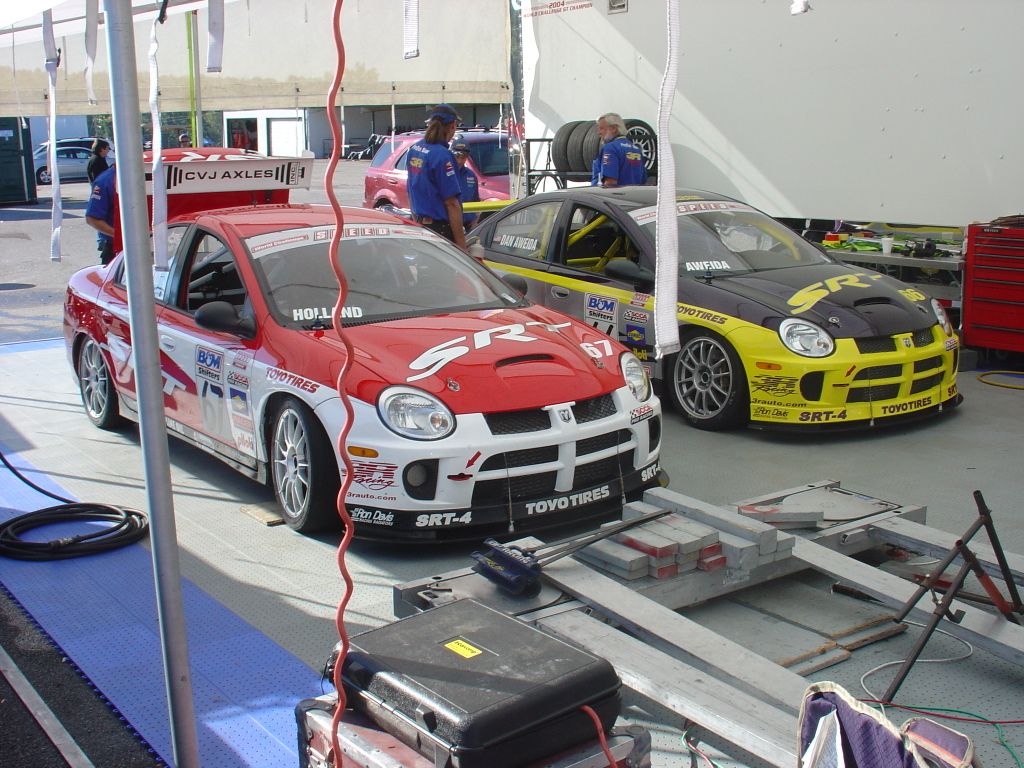
En 2003, Cory O'Brien y Erich Heuschele condujeron un SRT-4 a un primer puesto en su clase y al octavo lugar en la clasificación general en el Tire Rack Cannonball One Lap of America.
En las carreras SCCA ProRally, el SRT-4 (y más recientemente la versión ACR) ha dominado la clase del Grupo 5 (2WD) desde 2003. En solo su primer año compitiendo, el Dodge terminó con el dominio que los DSM FWD y Volkswagen tenían en el clase. Con tres compitiendo el año siguiente, el SRT-4 ganó todas las carreras de la serie 2004 y los premios de fin de temporada. El SRT-4 ha ganado todos los campeonatos del Grupo 5 y de la clase de tracción en 2 ruedas en ProRally y Sno Drift de EE. UU. Desde 2003, y su dominio sin precedentes en 2004 ayudó a Dodge a ganar su primer Campeonato de Fabricantes ProRally de EE. UU. En 28 años.
En 2005, Jeff Lepper condujo el SRT-4 a su primera victoria nacional en carreras de carretera en el Campeonato de Turismos de la NASA en los Estados Unidos en California Speedway en Fontana.
En 2005, Dale Seeley, Kolin Aspergren y Jamin Cummings condujeron un SRT-4 a un primer puesto en su clase y al octavo lugar en la clasificación general de Tire Rack Cannonball One Lap of America.
En 2006, el Dodge SRT-4 se convirtió oficialmente en el automóvil de 4 cilindros de producción más rápido del mundo, con un promedio de 221 mph (356 km / h) en Bonneville Salt Flats en Utah en un automóvil conducido por Jorgen Moller, en el terreno de 5 millas. "El auto promedió esa velocidad pero su empuje llegó hasta las 235.86 mph que son 380.41kmh", dijo Moller. El vehículo fue ajustado por Dave Harris y Phil Hurst para Racedeck Racing.
Se corrieron varios SRT-4 en el SCCA SPEED World Challenge - Touring Car Series, y en 2006, su segundo año de competencia, se había convertido en una de las plataformas más exitosas de la serie. Robb Holland, de 3R Racing, se convirtió en el primer piloto profesional en poner el SRT-4 en el podio con su tercer puesto en Road America en agosto de 2006. Este fue el primer podio de Dodge y los primeros puntos de fabricante en la competencia World Challenge Touring Car. Holanda terminaría la temporada con 3 resultados entre los 10 primeros y dos esfuerzos de clasificación entre los 5 primeros en el SRT-4.
En 2007, Doug Wind, Devin Clancy y Ken Brewer condujeron un SRT-4 a 1º en su clase y 5º en la clasificación general en el Tire Rack Cannonball One Lap of America.
En 2007, George Biskup condujo SRT-4 (02) Factory Blue / White / Black a muchas victorias SCCA T-2 National, así como estableció el récord de calificación de pista en Road America (2: 33.922 superando el CTSV de John Buttermore por 0.031 segundos, ese récord celebrada durante unos años). En abril de 2005, Biskup ganó la primera carrera nacional SCCA inscrita con el (02) SRT-4 en Gingerman Raceway en la nieve, ya que la carrera se corrió bajo amarillo y las posiciones finales estaban calificadas, SRT-4 estaba en la pole.
En 2007, Curt Simmons ganó el Campeonato de Turismos de EE. UU. Con un SRT-4 y Dodge ganó el campeonato de puntos de fabricantes de la temporada por 29 puntos sobre Honda, detrás de la fuerza de varios SRT-4.
En 2007, Stan Wilson ganó el premio al piloto novato de turismos del año Speed World Challenge y el premio al cargador duro del año Sunoco conduciendo el Dodge SRT-4 de Sorted Performance. Este fue el primer título de Dodge en Speed World Challenge Touring Car.
En 2008, Curt Simmons intenta defender su campeonato de la serie USTCC, ganando el 29 de junio de 2008 en Infineon Raceway en Sonoma, CA.
En 2012, Russ Deane estableció un nuevo récord mundial de velocidad en tierra para los autos de producción de cuatro cilindros (SRT-4) de más de 226 mph (364 km / h). Superó el récord anterior de 224 mph para un vehículo Clase F / PS. Deane y su equipo de carreras Hinckley Automotive participaron en la Speed Week en Bonneville Salt Flats. Su equipo de carreras incluía a Jim Hinckley, Dave Harris (jefe), Craig Ohlson, "Camel" Joe George, Troy Cheney, Stuart Gosswein y Jim Hinckley Jr.